# Никчевич, Воислав
Воислав П. Никчевич (сербохорв. Војислав П. Никчевић / Vojislav P. Nikčević; 18 января 1935 — 2 июля 2007) — югославский черногорский лингвист и историк литературы, почётный член Дуклянской академии наук и искусств, основатель и председатель Общества черногорско-хорватской дружбы.

## Биография
Родился в селе Стубица. Окончил гимназию в Никшиче и философский факультет Загребского университета, защитил докторскую диссертацию «Молодой Негош: аналитическо-компаративные пересечения поэтического развития» в 1975 году. С 1965 года работал в Никшичской педагогической академии, преподавал в Бихачской и Земунской медицинских школах, с 1982 года профессор философского факультета в Никшиче и культурологического факультета в Цетине.
В конце 1960-х Никчевич примкнул к группе черногорских интеллигентов, поддерживавших тезис о национальной самобытности черногорцев и об отдельном черногорском языке, за что подвергался критике и находился под надзором со стороны властей (некоторые его работы не публиковались по идеологическим соображениям). В конце 1980-х годов во время событий, приведших к распаду Югославии, Никчевич и группа интеллектуалов из Черногорского лексикографического издательства поддержала Мило Джукановича и Момира Булатовича, выступавших за демократические реформы и поддерживавших ряд автономных черногорских организаций (Черногорское общество независимых писателей, Черногорский ПЕН-центр, Матицу черногорскую и даже автокефальную Черногорскую православную церковь). В 1990-е годы Никчевич опубликовал ряд статей в поддержку теории об отдельном черногорском языке, с которыми выступал в Польше, Хорватии и Словении.
Как литературовед, Никчевич изучал творчество Петра II Петровича Негоша и такое явление, как потурицы (коллокивальное название балканских славян, принявших ислам и адаптировавшихся к тюркской культуре). Исходя из имеющихся исторических источников, народного творчества и текстологических анализов, Никчевич выступил против исторической обоснованности подобных явлений. Этот тезис, несмотря на первоначальное сопротивление, был принят черногорской историографией. Также Никчевич как профессор и заведующий кафедрой черногорской литературы философского факультета в Никшиче писал работы о других феноменах черногорской литературы, изучая периодизацию, средневековую литературу (Летопись Попа Дуклянина, Мирославово Евангелие, Мариинское Евангелие), народную литературу (о черногорских болгарах), литературу XIX и XX веков. Преподавал славянскую литературу на своём факультете, стал основателем и первым директором Института черногорского языка и лингвистики, членом Дуклянской академии наук и искусств, президентом Института черногорского языка. Руководитель проекта «История черногорской литературы», в рамках которого писал второй том своей фундаментальной работы («Черногорская литература с древнейших времен до середины девятнадцатого века».
За свою карьеру Никчевич выпустил около 600 научно-исследовательских работ в Черногории и за рубежом, 16 монографий, одну совместную книгу и 11 сборников пословиц и поговорок черногорского языка. Скончался в Белграде, похоронен в Цетине.

## Работы
- Молодой Негош (Млади Његош)
- Изучение действий в Горном венце Негоша (Истрага потурица у Његошеву Горском вијенцу)
- Пиши так, как говоришь (Пиши као што збориш)
- История черногорского языка (Историја црногорског језика) — два тома
- Правописание черногорского языка (Правопис црногорског језика)
- Черногорский литературный перекрёсток (Црногорска књижевна раскршћа)
- Штокавская диасистема (Штокавски дијасистем)
- Грамматика черногорского языка (Граматика црногорског језика)
- Исследование потуриц — миф или реальность (Истрага потурица-мит или стварност)
- Любишина языковая кузница (Љубишина језичка ковница)
- Исследования в области языкознания (Језикословне студије)
- Исследования в области кроатистики (Кроатистичке студије)
- Языковые и литературные темы (Језичке и књижевне теме)
- История черногорской литературы от возникновения письменности до XIII века (Историја црногорске књижевности од почетака писмености до XIII вијека)
- Стихи (П(ј)есме)